# آیدین‌یوردو (یورغیر)
آیدین‌یوردو (به ترکی استانبولی: Aydınyurdu) یک منطقهٔ مسکونی در ترکیه است که در یورغیر واقع شده‌است.